# Malo Mraševo
Malo Mraševo este o localitate din comuna Krško, Slovenia, cu o populație de 117 locuitori.